# Rivehaute
Rivehaute település Franciaországban, Pyrénées-Atlantiques megyében. Lakosainak száma 271 fő (2022. január 1.). Rivehaute Araujuzon, Charre, Gestas, Montfort és Nabas községekkel határos.

## Népesség
A település népessége az elmúlt években az alábbi módon változott:
| Lakosok száma | 250  | 258  | 288  | 262  | 264  | 266  | 270  | 271  | 271  |
|               | 2013 | 2015 | 2016 | 2017 | 2018 | 2019 | 2020 | 2021 | 2022 |